# Dekonvolucija
U matematici, dekonvolucija je inverzna konvoluciji. Obe operacije se koriste u obradi signala i obradi slike. Na primer, može biti moguće da se povrati originalni signal nakon filtera (konvolucije) korišćenjem metode dekonvolucije sa određenim stepenom tačnosti. Zbog greške merenja snimljenog signala ili slike, može se pokazati da što je lošiji odnos signal-šum (SNR), to će biti gore obrnuto od filtera; stoga, invertovanje filtera nije uvek dobro rešenje jer se greška povećava. Dekonvolucija nudi rešenje za ovaj problem.
Osnove za dekonvoluciju i analizu vremenskih serija u velikoj meri je postavio Norbert Viner sa Masačusetskog tehnološkog instituta u svojoj knjizi Ekstrapolacija, interpolacija i izglađivanje stacionarnih vremenskih serija (1949). Knjiga je zasnovana na radu koji je Viner uradio tokom Drugog svetskog rata, ali je sadržaj u to vreme bilo poverljiv. Neki od ranih pokušaja primene ovih teorija bili su u oblasti vremenske prognoze i ekonomije.